# Xysticus kamakhyai
Xysticus kamakhyai là một loài nhện trong họ Thomisidae.
Loài này thuộc chi Xysticus. Xysticus kamakhyai được Benoy Krishna Tikader miêu tả năm 1962.